# Sul do Rio
Sul do Rio é um bairro do município catarinense de Santo Amaro da Imperatriz e recebe este nome por estar localizado ao sul do rio Cubatão.
O acesso pode ser feito através da rua principal do município atravessando as pontes Nicolau Turnes, ponte Nilo Ventura ou ponte Governador Ivo Silveira.

## Economia
A principal atividade econômica do bairro é a agricultura, destacando-se no município pela produção de milho verde e tomate.

## Educação
- Colégio Estadual Silveira de Matos
- Escola de Educação Básica Anísio Vicente de Freitas
- Universidade do Vale do Itajaí/UNIVALI (Curso de pedagogia anexo a Escola Básica Estadual Anísio Vicente de Freitas)

## Esportes

### Voo Livre
No Sul do Rio localiza-se o Santuário da Águias ou Morro Queimado, que é um pico situado a 694 metros do nível do mar que proporciona um local ideal para a pratica do voo livre (parapente e asa-delta).

### Futebol
Localizado também, no Sul do Rio, o estádio de futebol do Vasco da Gama ou simplesmente Vasquinho como é conhecido. O estádio é um dos únicos da cidade com dimensões oficiais e preparado para grandes jogos. Nele já fizeram pré temporadas grandes clubes como Avaí, Internacional e Figueirense.

## Distritos
- Combatá
- Morro do Fabrício
- Morro dos Ventura
- Sul do Rio de Cima
- Sul do Rio de Baixo

### Morro do Fabrício
Morro do Fabrício é um distrito do bairro Sul do Rio.
Recebeu este nome em homenagem ao antigo morador e dono de grande parte das terras existentes no local, que se chamava Sr. Fabrício.
É no Morro do Fabrício que está localizada uma das maiores creches do município. O distrito possui sua própria Zona Eleitoral.

## Religião
A religião predominante na região é a católica. O padroeiro é São Sebastião.
Sul do Rio, detém a maior capela da Paróquia de Santo Amaro da Imperatriz, que foi inaugurada em 10 de agosto de 1975 com solenidade realizada pelo então arcebispo metropolitano de Florianópolis Dom Afonso Niehues.

### Coral São Sebastião
Em 3 de janeiro de 1977, foi fundado o Coral São Sebastião, que tem por finalidade, entre outras, dinamizar os atos litúrgicos da comunidade. Desde então, sob a batuta do regente Rogério Horácio Vieira, esse coral teve atuações das mais diversas, sobre tudo no gênero litúrgico.

### Comunidades
| Padroeiro(a)            | Localidade | Criação |
| ----------------------- | ---------- | ------- |
| Nossa Senhora das Dores | Combatá    | 1948    |
| São Sebastião           | Sul do Rio | 1972    |